# Robert Brunet
Robert Brunet, francoski dirkač, * 8. marec 1903, Francija, † 1986, Francija.
Robert Brunet se je rodil 8. marca 1903. Na dirkah za Veliko nagrado je debitiral v sezoni 1928 na dirki za Veliko nagrado Le Baule, na kateri je z dirkalnikom Bugatti T35 odstopil. Po nekajletnem premoru je zopet dirkal v sezoni 1933, prvi večji uspeh pa je dosegel v naslednji sezoni 1934, ko je osvojil tretje mesto na dirki za Veliko nagrado Pikardije, kjer je dirkal skupaj s francosko dirkačico Anne-Cecile Rose-Itier, kasneje v sezoni pa je dosegel še drugo mesto na manjši dirki Grand Prix de l´U.M.F., kjer ga je premagal le Benoit Falchetto. Svoji zadnji uvrstitvi na stopničke je dosegel v sezoni 1936, ko je dosegel dve zaporedni tretji mesti na dirkah za Veliko nagrado Marseilla in Veliko nagrado Francije v razredu Voitures. V obdobju do druge svetovne vojne zaradi finančnih težav ni veliko dirkal, po vojni pa je nastopil le na dirki za Veliko nagrado Marseilla v sezoni 1948, kjer je z dirkalnikom Maserati 4CL osvojil četrto mesto, nato pa se je upokojil kot dirkač. 